# 傣亮
傣亮，他称红傣，是越南與老撾一個壯傣民族，中华人民共和国境内分布于云南省河口瑶族自治县和马关县。

## 地理分佈
主要分布越南清化省，人口140000人。在老撾人口25,000人。在美國泰國其數不詳。

## 歷史
他們公元前後已生活在乂安省和清化省。安南帝國編年史説馬援在平定二征時遇到一個叫泰多的部落，就是他們。

## 宗教
96.5%人口信仰萬物有靈/上座部佛教，4.5%信仰基督教。